# Dromaeolus hawaiiensis
Dromaeolus hawaiiensis är en skalbaggsart som beskrevs av Sharp 1908. Dromaeolus hawaiiensis ingår i släktet Dromaeolus och familjen halvknäppare. Inga underarter finns listade i Catalogue of Life.